# Región Zumpango
Región 20 Zumpango es la vigésima de las 20 regiones en que se divide el Estado de México.
Es una de las regiones con mayor crecimiento económico. Tiene una superficie de 723.62 km² y comprende el 12.8% del territorio de la entidad. La cabecera regional está ubicada en la ciudad de Zumpango de Ocampo. La producción agrícola es una actividad muy importante debido a la presencia de riachuelos y las aguas del canal de desagüe de Ciudad de México. Se desarrolla también la ganadería y la artesanía.
Es una de las regiones que más historia tanto en el estado como en el país, donde se hallan vestigios paleontológicos de la prehistoria, así como importantes acontecimientos y vestigios prehispánicos, el periodo colonial es otra etapa donde la región tuvo un desarrollo destacado; en el México independiente se crearon importantes obras de ingeniería, en el movimiento revolucionario y el México moderno logró la región posicionarse dentro del contexto histórico nacional.

## Geografía
En la Región Zumpango predominan los climas secos y templados subhúmedos, los relieves se compone de valles y accidentes geográficos con lomeríos que se desprenden del Eje Neovolcánico, naturalmente comprende gran parte del Valle de México y una porción del Valle del Mezquital, siendo los linderos la Sierra de Tezontlalpan al extremo norte, la Sierra de Tepotzotlán al extremo occidente, el Lago de Zumpango y el Valle de Cuautitlán al extremo sur y el Valle de Tizayuca al extremo oriente, como principales regiones naturales que conforman esta mesorregión del estado.

## Municipios de la región
- Apaxco
- Hueypoxtla
- Huehuetoca
- Tequixquiac
- Zumpango

## Transporte
La Base Aérea de Santa Lucía o Base Aérea Militar No.1 «General Alfredo Lezama Álvarez» es operada por la Secretaría de la Defensa Nacional a través de la Fuerza Aérea Mexicana, está ubicada al sureste del municipio de Zumpango, en el Estado de México. Dentro de sus instalaciones cuenta con la pista de aterrizaje más larga del país.
La Secretaría de Comunicaciones y Transportes, tiene proyectado construir en este sitio un nuevo aeropuerto internacional de la Ciudad de México y la Zona Metropolitana del Valle de México. El proyecto tiene como fecha estipulada de inauguración el 21 de marzo del 2022, y se denomina oficialmente
Aeropuerto Internacional Felipe Ángeles (AIFA).
Aparte de que de estos municipios salen combis a municipios de la región y autobuses hacia:
| DESTINOS    | Autopista México-Querétaro            | Carretera Federal 85D                   | Circuito Exterior Mexiquense                  |
| ----------- | ------------------------------------- | --------------------------------------- | --------------------------------------------- |
| DERROTERO 1 | Metro El Rosario por Puente de Vigas  | Metro Indios Verdes                     | Metro Carrera                                 |
| DERROTERO 2 | Metro Toreo por Maquinaria            | Terminal Central de Autobuses del Norte | Eduardo Molina                                |
| DERROTERO 3 | Metro Tacuba por Periférico y Campo 1 | Metro La Raza                           | Terminal de Autobuses de Pasajeros de Oriente |